# Richard Poelchen
Richard Poelchen (* 18. August 1857 in Kolberg, Pommern; † 17. Januar 1947 in Zeitz) war ein deutscher Chirurg. Er propagierte die funktionelle Behandlung von Brüchen des oberen Oberarmendes.

## Leben
Als Sohn des Volksschullehrers Ernst Poelchen trat Poelchen am 19. Dezember 1875 in das Medicinisch-chirurgische Friedrich-Wilhelms-Institut. Er studierte Medizin und wurde 1877 Corpsschleifenträger des Pépinière-Corps Suevo-Borussia. Am 9. Oktober 1879 wurde er von der Friedrich-Wilhelms-Universität zu Berlin zum Dr. med. promoviert. Am 16. Juni 1881 zum Assistenzarzt befördert, wurde er an die Chirurgische Klinik der Charité delegiert. Chef war Heinrich Adolf von Bardeleben; aber Poelchens eigentlicher Lehrer war Paul Eduard Starcke, der Leiter der chirurgischen Poliklinik. Von ihm lernte er die funktionelle Knochenbruchbehandlung „ohne jeden feststellenden Verband“. Sie war in der Not des Deutsch-Französischen Krieges entstanden und eng mit Friedrich von Esmarch verbunden. Poelchen war unter anderem Hilfsarzt bei Karl Schönborn in Königsberg und diente pflichtgemäß in verschiedenen Einheiten der Preußischen Armee, zuletzt im Danziger Infanterie-Regiment Nr. 128. Am 22. März 1887 quittierte er den aktiven Dienst. 

### Zeitz
1890 wurde er zum Direktor des neuen Stadtkrankenhauses von Zeitz gewählt. Bis 1923 war er auch dirigierender Arzt der chirurgischen Abteilung. 1914 richtete er im Krankenhaus ein Reservelazarett ein. Schon an Heiligabend traf der erste Lazarettzug mit 280 Verwundeten und Geschlechtskranken ein. Poelchen selbst behandelte Hunderte von Verwundeten und Infektionskranken. Mit eigenem Geld unterstützte er das Krankenhaus und das Lazarett. Dazu gehörte auch ein neu aufgebautes Lazarett auf der Zeitzer Wilhelmshöhe. In ihrem Tagebuch berichtet eine Rot-Kreuz-Helferin über Poelchen und den chirurgischen Alltag, über den Massenanfall von Verwundeten und Poelchens Prioritätensetzung (Triage). Besonders wichtig war ihm die Ausbildung des Hilfspersonals. Die Krankenschwestern und Schwesternhelferinnen sollten selbständig arbeiten können. Schon vor dem Ersten Weltkrieg hatte das Zeitzer Krankenhaus eine Schwesternschule. An der Frauenschule der Königlich Preußischen Bildungs- und Erziehungsanstalt in Droyßig unterrichtete Poelchen 19 Jahre lang das Fach Gesundheitspflege. 1929 beging er das 50-jährige Promotionsjubiläum. Den Ruhestand verlebte er mit seiner Frau in Berlin-Tempelhof. Wegen der verstärkten Luftangriffe auf Berlin kehrte das Ehepaar 1943 nach Zeitz zurück. Poelchens Frau Martha starb 1945. Poelchen lebte zurückgezogen im Hospital zum Heiligen Kreuz. Nach einer Schenkelhalsfraktur starb er mit 89 Jahren in seiner Klinik.

### Funktionelle Frakturbehandlung
Poelchen war Allgemeinchirurg, interessierte sich aber besonders für die Unfallchirurgie und „natürliche“ Behandlungen von Knochenbrüchen. Seine Methode der funktionellen Frakturbehandlung publizierte er 1930, 1934 und 1940. Mit dem Verzicht auf Ruhigstellung der Fraktur
stand er gegen namhafte Kollegen wie Lorenz Böhler. Hingegen würdigte Hermann Gocht das Behandlungskonzept in seinem Geleitwort zu Poelchens Buch.

„Bei der indikationgerechten Anwendung seiner Methode hat Poelchen das Eingipsen, als sogenannter Poelchenscher Hängegips, als Gipshülse oder Longuette, für entbehrlich gehalten. Das haben erst spätere Chirurgen „erfunden“. Das Eigengewicht des gestreckten Armes mit seinem Muskelmantel, das Zusatzgewicht an der Hand und die selbständigen Pendel- und Schwingbewegungen waren das Entscheidende.“

Ein Vorteil von Poelchens Behandlung der (häufigen) proximalen Humerusfraktur lag schon damals – zu voroperativen Zeiten der Frakturbehandlung – auf der Hand: die Komplikation einer Schultersteife durch Dreiecktuch oder Desault-Verband war unwahrscheinlich. Aus heutiger Sicht sind (wären) die Ergebnisse bestimmt nicht schlechter als bei allen Osteosynthesen und alle Operationsrisiken entfallen. Eine Alternative zum vergessenen „Poelchen“ sind lediglich geschlossene Minimalstabilisierungen. Deshalb überrascht es nicht, dass Poelchens Methode wiederentdeckt wird.

### Ehe
Verheiratet war Poelchen seit dem 9. Oktober 1894. Aus der Ehe gingen Ulrich Wilhelm Poelchen (1896–1958) und Annemarie Martha Thekla Poelchen (1897–1986) hervor. 

## Werke
- Ueber die Aetiologie der stricturirenden Mastdarmgeschwüre. Berlin 1882.
- Katechismus für die freiwilligen Krankenträger der Kriegervereine. Danzig 1887.
- Zur Aetiologie der Gehirnerweichung nach Kohlendunstvergiftung nebst einigen Bemerkungen zur Hirnquetschung. Berlin 1888.
- Zur Anatomie des Nasenrachenraumes. Berlin 1890.
- Beiträge zur Pathologie und chirurgischen Behandlung der Bubonen der Leistengegend. Berlin 1890.
- Die Behandlung der Frakturen der oberen Extremität ohne Fixation nur mit aktiver Extensionsbewegung. Monatsschrift für Unfallheilkunde und Versicherungsmedizin 37 (1930), S. 193–219.
- Das Zeitzer Reservelazarett und das Rote Kreuz im Weltkriege. Zum 50. Jahrestage des Deutschen Roten Kreuzes Zeitz. 1937.
- Nothelfer-Erinnerungen und Anregungen eines alten Arztes. Zeitz 1937.
- Selbstinnervationsbehandlung geschlossener Knochenbrüche und Verrenkungen, eine biologische Behandlungsart. Hippokrates, Stuttgart 1940.